# Droid
A droidok elsődlegesen önálló munkavégzésre képes (tehát nem távirányítású) robotok a Csillagok háborúja univerzumában. A szót később más, elsősorban sci-fi műfajú alkotások  (mint pl. a Doctor Who vagy a Ben 10), zenekarok és más művészek, alkotók, valamint (még később) az elektronikus cikkek gyártói és kereskedői is átvették és használták, de a kifejezés alapvetően a Csillagok háborúja tárgyú alkotások jellemzője, és a szó a filmsorozatot megalkotó Lucasfilm Ltd. bejegyzett védjegye. A szót George Lucas szinte bizonyosan a (már az 1700-as évek közepétől nyomon követhető) android („robotember”) szóból alkotta meg, mely az emberi külsőt, vagy akár az életműködést is utánzó robotokat jelenti. Erre utal az is, hogy a Csillagok háborúja angol nyelvű regényváltozatában a szó még „'droid”-ként, tehát aposztróffal ellátva szerepelt.
A Csillagok háborúja univerzumában azonban nem minden droid android, azaz emberszabású (pl. az asztrodroidok, a robotszondák, a droid űrvadászok stb. egyáltalán nem hasonlítanak sem emberekre, sem más humanoidokra).

## A fogalom részletesebben
A fogalom és az alá tartozó, a filmekből ismert példák tüzetes elemzése alapján a „droid” szó következő, kézenfekvő meghatározása adódik:
Droidnak nevezzük az olyan önálló érzékelő és mozgató rendszerrel rendelkező, önmaga legalább minimális önálló irányítására képes (ebben a tág értelemben tehát „intelligens”) elektro-mechanikus gépeket, amelyeket mesterségesen gyártottak egyszerű vagy komplex feladatok végrehajtására, és üzemeltetésükhöz semmilyen szerves élőlény jellegű belső komponens nem szükséges.
Ennek értelmében nem droidok:
- a távirányítású robotok, mert nem képesek önállóan irányítani magukat; tehát nem „intelligensek”, ettől eltekintve azonban a „droid” szó nyugodtan helyettesíthető a „robot” szóval
- a helyhez kötött, pusztán információfeldolgozást végző számítógépek;
- a mesterségesen előállított szerves munkaeszközök és munkaállatok (pl. a bioorganikus űrhajók vagy a klónozott állatok ill. emberek), mivel működésük lényege szerves komponenseken alapul
- az olyan műtéti úton előállított kiborgok, mint Grievous tábornok, vagy az ezekhez hasonlóan biokibernetikus implantátumokkal rendelkező szerves értelmes lények, mint pl. Lobot, Luke Skywalker vagy Darth Vader.

A fenti definíció nem követeli meg egy droidtól, hogy szűkebb értelemben mesterségesen intelligens, azaz hogy tanulóképes legyen.
A Star Wars: The Roleplaying Game szerepjátékhoz készült egyik kézikönyv (Cynabar's Fantastic Technology: Droids) hasonló meghatározást ad: 
„A droid olyan mechanikus és/vagy elektronikus konstrukció, amelyet a szerves élet segítésére terveztek és léptettek szolgálatba.
Cybot Galactica Design Team Operations Manual”
Minthogy a droidok alapvetően gépek, bár intelligensek, ezért nem rendelkeznek maguk felett, általában a szerves lények tulajdonában állnak, és úgy adhatóak-vehetőek, akár a használati tárgyak vagy a rabszolgák; már csak programozásánál fogva is, viszonylag kevés droid képes tartósan önállóan működni és a Galaxis szerves polgáraiéhoz hasonló komplex döntéseket hozni.

## Droid-osztályok önállóság szerint
- Első fokozat: a legnagyobb mértékben komplex, önálló és kreatív gondolkodásra képes droidok tartoznak ide. Ide tartoznak a taktikai droidok, rengeteg orvosdroid és sok fejvadászdroid, továbbá néhány robotszonda-típus. E fokozat legokosabbjai képesek tudományos feladatok ellátására is.
- Második fokozat: Kevésbé önálló, de szintén komplex és esetenként kreatív önirányítás jellemzi őket. A fejlettebb asztrodroidok, a robotszondák és pilótadroidok fokozata. Az asztrodroidoknak főleg azért kell ilyen intelligensnek lenniük, mert a hipertérben való navigálást is segítik, ami nagy számításigényű feladat és csak bonyolult algoritmusokkal hajtható végre. A pilótadroid pedig váratlan veszélyhelyzetbe (pl. karambol, dugó, aszteroidavihar stb.) kerülhet, ahol gyorsan, de sok tényezőt figyelembe véve kell cselekedni, és sok szerves élőlény testi épsége, és élete lehet a tét.
- Harmadik fokozat: A diplomáciai és tanítási feladatok ellátásához elegendő a kevésbé komplex irányításszervezés. Ez a protokolldroidok fokozata. Ezek a droidok már sokkal kevésbé komplex viselkedésűek és a kreativitás már teljes mértékben hiányzik belőlük: egy formális összejövetel lényege a szabályok betartása, nem pedig ezek elemzése és értékelése.
- Negyedik fokozat: Ide olyan droidok tartoznak, melyeknek sokszor komplex feladatokat kell, hogy ellássanak, azonban ezek olyan természetűek, amelyek esetén a teljes önállóság inkább hátrányt, mint előnyt jelentene a tulajdonosra. Tipikusan a roham- és őrdroidok intelligenciafokozata. Egy erős és agresszív harci droid fellázadása (de éles harc közben akár a parancsok végre nem hajtása is) óriási kockázatot jelent, ezért a tulajdonosok és gyártók inkább elfogadják a korlátozottabb hatékonyságot, mintsem hogy megbíznának egy gép önálló feladatkiértékelésében.
- Ötödik fokozat: Az állatok intelligenciájának fokozata. A monoton ipari és mezőgazdasági feladatok többsége nem igényel túlzott kreativitást a robottól, ha mégis, akkor viszont akkorát, amilyenre robot nem képes, csak a szerves folyamatirányító.

## Típusaik funkció szerint

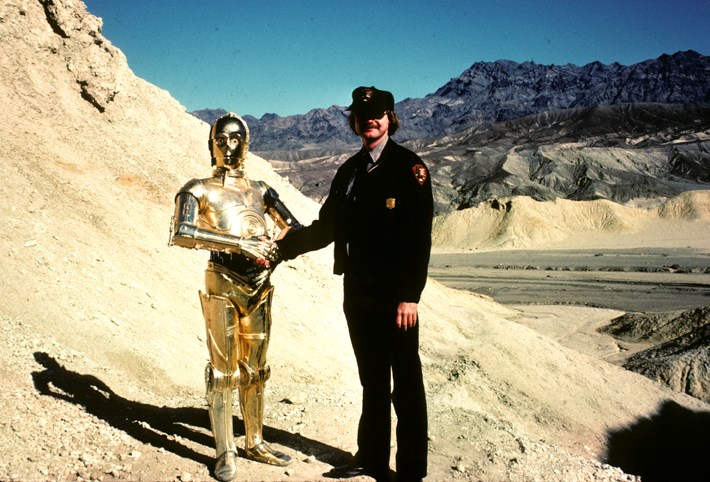
C-3PO Death Valleyben a forgatás közben 1976 körül

A droidokat általában – de nem minden esetben – meghatározott feladatokra tervezték. De vannak kivételek, és néha a funkcionális droidok feladatköre (főleg bonyolultabb feladatok esetében) átfedi egymást. Így funkció szerint nem lehetséges teljes és örök időkre érvényes osztályzást adni. A filmekben előforduló fontosabb típusok a következők:
- Orvosdroidok – a szerves lények egészségének hivatásszerű őrzésére és helyreállítására voltak programozva; ilyen volt pl. 2-1B.
- Luxusdroidok – őket arra tervezték, hogy a szerves lények magasabbfokú, pl. társaság ill. drága státuszszimbólumok iránti igényeit kielégítsék; sokszor egyben protokolldroidok is voltak;
- Protokolldroidok – feladatuk volt a formálisabb szociális események (pl. diplomáciai találkozók, fogadások, formális és/vagy hivatalos összejövetelek) segítése, feladataik közé tartozhatott az események előkészítése (berendezés, vásárlás, tálalás stb.), a humanoidok viselkedésének minél hűbb szimulációja, a vendégek szórakoztatása, kiszolgálása, és – ami talán a legfontosabb – a legtöbb protokolldroid rendelkezett tolmácsolási funkcióval (tolmácsdroidok). Ilyenek voltak pl. a 3PO megjelölésű szériák droidjai, mint C-3PO, TC-14 stb.
- Harci droidok – feladatuk értelemszerűen a harc volt. A legtöbb ilyen droid ezen belül egy-egy harci részfeladatra volt specializálva, úgymint:
  - Rohamdroidok: a gyalogos katonák gépi megfelelői voltak, pl. a Régi Köztársaság nagyvállalatinak körében gyakorta alkalmazott B-1-es droidok, vagy a birodalmi sötét gárdisták (bár ezek kezdetben inkább kiborgok, mint droidok voltak);
  - Kommandó(s)droidok: a rohamdroidok megnövelt önállóságú és hatékonyságú változatai voltak. Míg a rohamdroidokat nagy tömegben vetették be, a kommandódroidok kisebb csapatokban dolgoztak, és speciális közelharci feladatokat láttak el, akárcsak a szerves kommandósok, mint pl. behatolás egy ellenséges bázisra vagy űrhajóra, és annak észrevétlen vagy meglepetésszerű megszállása, vagy elpusztítása. A lőfegyverek mellett szúró/vágó fegyverekkel is rendelkeztek és mesterien bántak, és ha kellett, puszta kézzel is jól harcoltak, ami a rohamdroidokra nem vagy csak kevéssé volt jellemző. Önállóságuk és speciális jellegük miatt a kommandósdroidok nagyon drágák voltak.
  - Mesterlövészdroidok: a nagy tömegben bevetett, nagy tűzerejű, olcsó, de kisebb harcértékű rohamdroidokkal ellentétben igen pontos célzásra képes, általában speciálisan felfegyverzett harci droidok voltak; az IG szériából pl. sok robot készült ilyen feladatra;
  - Légvédelmi droidok: légvédelmi feladatokat láttak el, a rohamdroidokba épített vagy általuk hordozott energiafegyverek helyett rakéták indítására voltak képesek;
  - Felderítő droidok: katonai (és nem tudományos) felderítő célokra tervezett, felfegyverzett robotszondák voltak, mint pl. a Birodalmi kutasz-droid;
  - Droid űrvadászok: teljesen automatizált működésű és magasfokúan intelligens önjáró űrhadihajók voltak; szerves pilóta nélkül; a legismertebbek a Kereskedelmi Szövetség által bevezetett VGSPBD-M I.-esek, elterjedtebb nevükön keselyűdroidok voltak;
  - Tüzérségi droidok: Igen nagy tűzerejű, általában nagyobb méretű, önirányítású robotok, afféle önjáró ágyúk, mint pl. a CIS rengeteg féle pókdroidja. Speciális fajtájuk a tankdroidok: ezek nagy tűzerejű, igen erősen páncélozott, pilóta nélküli járművek voltak,
  - Biztonsági- vagy őrdroidok: a rohamdroidokhoz hasonló harci droidok, de kifejezetten objektumok (elsősorban épületek) őrzésére tervezték őket; nem tömeges harcra; a rohamdroidoktól inkább programozásukban különböztek, mint felépítésükben; ilyen volt pl. eredetileg OOM-9, mígnem programját Nute Gunray technikusai módosították, hogy a naboo-i inváziós seregek droidvezére lehessen;
  - Testőrdroidok: általában drága és jól páncélozott harci robotok voltak, melyeket a tulajdonos védelmére programoztak; a legismertebbek és legfejlettebbek Grievous tábornok IG MagnaGuard testőrdroidjai voltak; de a droidikák is elláthattak őr- és testőrdroidi funkciót;
  - Fejvadász- ill. vadászdroidok: bizonyos személyek elfogására és/vagy megölésére (fejvadászat) programozott és felfegyverzett, igen intelligens harci robotok voltak; a fejvadászdroidok általában testőri feladatok ellátására is képesek voltak, akárcsak az organikus fejvadászok; ilyen volt pl. 4-LOM vagy IG-88, de voltak olyanok is, amelyeket kifejezetten gyilkolás céljára alkottak, mint pl. Zam Wessel módosított ASN-121-ese.
  - Szabotőrdroidok: kisméretű robotok voltak, melyeket arra terveztek, hogy a célobjektumot minél észrevétlenebbül megközelítsék, majd megrongálják és lehetőleg elpusztítsák. Ilyenek voltak pl. a CIS kullancsdroidjai.
  - Parancsnoki és taktikai droidok: néhány olyan automata fegyverrendszer, mint pl. a Kereskedelmi Szövetségé, önálló agy nélküli rohamdroidok tömegére épült (ennek oka, hogy a droidagyak igen drágák voltak, a Szövetség pedig inkább gyűjtögetni, mint költekezni szeretett).[4] Az ilyen rohamdroidokat vagy távirányítással kezelték (a szó szoros értelmében tehát nem is számítottak droidnak), vagy pedig egy megnövelt autonómiájú parancsnoki droid irányította őket rádiós kommunikációval (a Kereskedelmi Szövetség főleg az OOM droidtípust alkalmazta erre s feladatra, ami külsőleg csak sárga vagy narancssárga rangjelzésében különbözött a B1-esektől). Speciális parancsnoki droidok voltak a taktikai droidok, melyeket a Független Rendszerek Konföderációja használt előszeretettel. A taktikai vagy T-droidok az OOM-ekel ellentétben nem csak szakaszokat vagy ezredeket, hanem egész hadjáratokat tudtak akár önállóan és rendkívül kreatívan irányítani, ha szükséges volt, bár általában csak tanácsadóként és operatív hadvezérként szolgáltak a szerves tábornokok mellett. Általában nem vettek részt az események sűrűjében, bár, ha a szükség úgy hozta, egy T-droid közelharcban is veszélyes és meglepetésekkel teli ellenféllé vált.

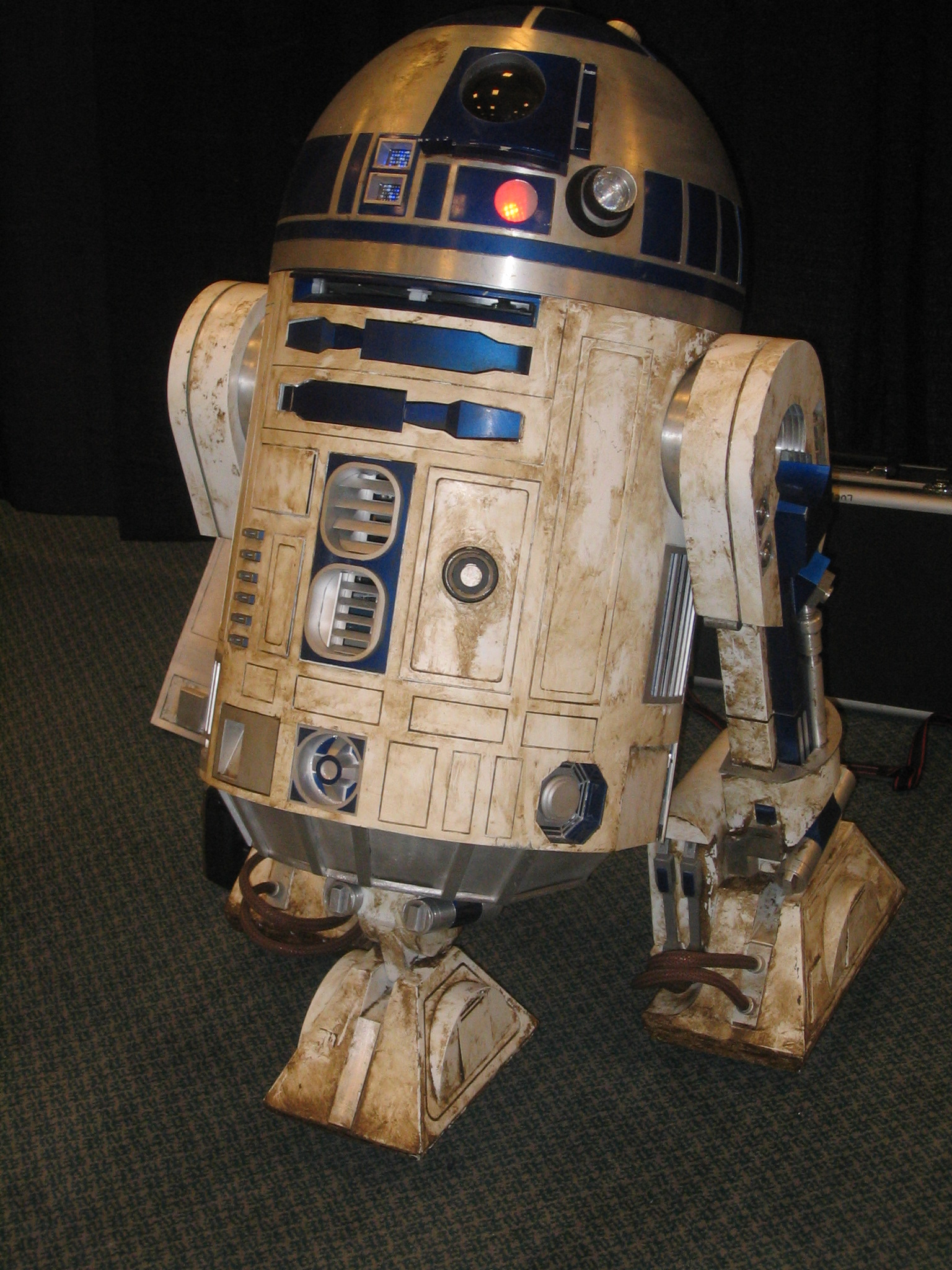
Az R2-D2 modellje a Star Wars filmsorozatból

- Munkadroidok: automatizálható mezőgazdasági vagy ipari feladatok ellátására készültek. Ilyenek voltak pl. a Birodalom által alkalmazott ASP-7-esek vagy a Treadwell cég sok gyártmánya. Szintén rengeteg altípusuk volt, mint pl.:
  - Bányászdroidok: nyersanyagok felkutatása és kibányászása volt a feladatuk;
  - Szállítódroidok: Önjáró teher- (esetleg  utas-) szállító járművek voltak.
  - Felügyelődroidok: gépesített gyártási vagy bontási vagy hasonló, automatizálható folyamatok irányítását és ellenőrzését végezték, képesek voltak egyszerűbb gépek – sok esetben szintén droidok – felügyeletére, irányítására. Ilyen volt pl. AV-6R7.
  - Energiadroidok: Önjáró akkumulátorok voltak, energiát tároltak és ezzel a lemerülő gépeket és droidokat töltötték fel. A filmekben többször feltűnnek ezek a hernyócsőlábú, doboztestű, esetleg gépek (pl. Új remény – a jawák homokfutójában raboskodik egy, vagy Jedi visszatér – az EV-9D9 jelenetében az egyik talpát sütögetik tüzes vassal).
  - Háztartási droidok: Házimunkák ellátására képes gépcselédek;
- Asztrodroidok: A könnyű szállíthatóság érdekében kis méretű, de ennek ellenére multifunkcionális és a mérethez képest erős konstrukciójú (pl. termokapszuláris) robotok voltak, melyeket arra terveztek, hogy működni tudjanak a rideg űrbeli körülmények között és precíziós érzékelési és mozgási feladatokat is végre tudjanak hajtani. Feladatuk volt az űrhajók ellenőrző karbantartása és az egyszerűbb sérülések gyors (elsősegélyszerű) javítása, illetve sok esetben azok részleges irányítása, navigálási feladatok ellátása (nem egy egyszemélyes űrsiklótípus pl. asztrodroid másodpilótát igényelt). A legismertebb és egyik legintelligensebb asztrodroid R2-D2 volt.
- Robotszondák vagy kutasz-droidok: tudományos vagy katonai felderítést végeztek. Sokszor alkalmazták őket ismeretlen bolygók feltérképezésére, vagy keresett személyek tartózkodási helyének megtalálására.
- Pilótadroidok: Járművek vezetésére voltak képesek. A Klónok támadása c. rész végén pl. Dooku gróf Punworca-116 típusú geonosisi napvitorlását egy FA-4 pilótadroid vezeti.